# Traun
Traun je grad na sjeveru Austrije sa 23 921 stanovnikom. 
Traun leži u Gornjoj Austriji između Welsa i Linza u dolini rijeke Traun.
Mjesto je prvi put dokumentirano 790. godine pod imenom Dru. Traun je kroz cijeli srednji vijek bilo selo, pa je tek 1973. godine dobio status grada. Najveća znamenitost Trauna je neogotička župna crkva izgrađena između 1882. i 1890. godine.